# Peșteana (okręg Hunedoara)
Peșteana – wieś w Rumunii, w okręgu Hunedoara, w gminie Densuș. W 2011 roku liczyła 390 mieszkańców.